# Arrowsmith
Arrowsmith es una villa ubicada en el condado de McLean en el estado estadounidense de Illinois. En el Censo de 2010 tenía una población de 294 habitantes y una densidad poblacional de 564,75 personas por km².

## Geografía
Arrowsmith se encuentra ubicada en las coordenadas 40°26′58″N 88°37′55″O / 40.44944, -88.63194. Según la Oficina del Censo de los Estados Unidos, Arrowsmith tiene una superficie total de 0.52 km², de la cual 0.52 km² corresponden a tierra firme y (0%) 0 km² es agua.

## Demografía
Según el censo de 2010, había 294 personas residiendo en Arrowsmith. La densidad de población era de 564,75 hab./km². De los 294 habitantes, Arrowsmith estaba compuesto por el 95.58% blancos, el 0.34% eran afroamericanos, el 0.34% eran amerindios, el 1.7% eran asiáticos, el 0% eran isleños del Pacífico, el 1.02% eran de otras razas y el 1.02% pertenecían a dos o más razas. Del total de la población el 1.36% eran hispanos o latinos de cualquier raza.